# Espen Christensen
Espen Heggli Christensen (* 17. Juni 1985 in Stavanger) ist ein norwegischer Handballtorwart.

## Laufbahn
Christensen begann seine Karriere in Norwegen bei Sola HK und Stavanger Håndball. 2006 folgte dann der Wechsel zu Heimdal HK nach Trondheim. Im Zuge seines Studiums der Umweltwissenschaften an der Universität Lund spielte er ab 2008 für H 43 Lund. 2012 wechselte Christensen innerhalb der schwedischen Elitserien zu LUGI HF und 2015 nach Dänemark zu GOG Håndbold in die Håndboldligaen. Ab der Saison 2017/18 lief er für GWD Minden in der Bundesliga auf. Im Sommer 2020 schloss er sich dem schwedischen Erstligisten IFK Kristianstad an. Mit Kristianstad gewann er 2023 sowohl die schwedische Meisterschaft als auch  den schwedischen Pokal. Im Sommer 2023 wechselt er zum Ligakonkurrenten Olympic/Viking Helsingborg HK. Nach der Saison 2024/25 wird er seine Karriere beenden.
In der Nationalmannschaft debütierte er am 19. Juli 2012 und wurde mit ihr 2017 und 2019 Vize-Weltmeister. Zuvor hatte Christensen bereits bei der EM 2016 (4. Platz) für Norwegen gespielt. Er hat bislang insgesamt drei Junioren- und 112 A-Länderspiele bestritten.